# Johann Friedrich August Tischbein

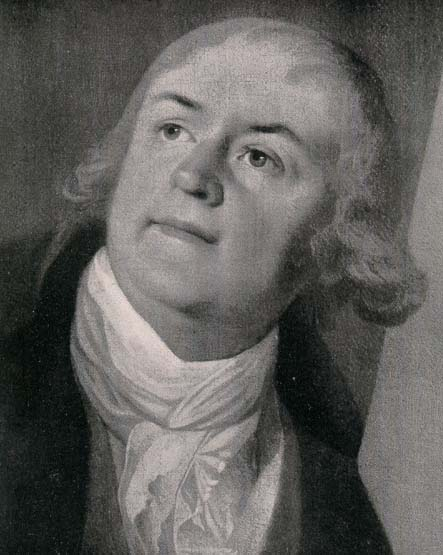
Johann Friedrich August Tischbein, självporträtt.

Johann Friedrich August Tischbein, född den 9 mars 1750 i Maastricht, död den 21 juni 1812 i Heidelberg, var en tysk målare. Han var son till Johann Valentin Tischbein och far till Carl Ludwig Wilhelm Tischbein.
Tischbein var lärjunge av farbrodern i Kassel och längre fram hovmålare hos fursten av Waldeck samt blev 1800, som Adam Friedrich Oesers efterträdare, direktör för konstakademien i Leipzig. Han målade lätta och behagliga porträtt. 